# Yassin Moutaouakil
Yassin Moutaouakil, né le 18 juillet 1986 à Nice (Alpes-Maritimes) est un footballeur franco-marocain.

## Carrière
Yassin Moutaouakil commence sa carrière en Ligue 2 à Châteauroux. Il fait ses débuts avec l'équipe senior lors de la saison 2004-2005. Avec le club de Châteauroux, Yassin fait 35 apparitions en L2, y compris une apparition lors de la Coupe UEFA 2004-2005.
Le 20 juin 2007, il signe un contrat de quatre ans avec Charlton Athletic pour un montant de 600 000 €, après avoir suscité l'intérêt d'Everton, d'Aston Villa, des Rangers, du Celtic, de la Lazio, du FC Barcelone et de l'Olympique de Marseille. Un choix surprenant pour un jeune espoir sollicité par de plus grands clubs alors que le Charlton Athletic n'est qu'un club de troisième division.
Pendant les vacances d'été 2009, Yassin Moutaouakil se rend au Portsmouth FC à titre expérimental. Il joue dans un certain nombre de matchs amicaux de pré-saison mais l'essai ne s'avère pas concluant. Finalement, il rejoint le club de Motherwell sur un accord d'un prêt de six mois. Il retourne ensuite à Charlton. 
Le 4 juin 2010, Yassin Moutaouakil décide de résilier à l'amiable son contrat qui courait jusqu'en juin 2011 avec Charlton.
En août 2011, Moutaouakil signe avec le club de Hayes & Yeading United, fraîchement relégué de Conference National (cinquième division anglaise) en Conference South (sixième division).
Le 24 janvier 2013 il rejoint Portsmouth. En mai 2013, malgré la relégation du club en League Two, il signe un nouveau contrat avec Portsmouth pour une saison.

## Statistiques
| Saison              | Club                   | Pays       |
| ------------------- | ---------------------- | ---------- |
| Centre de Formation | FC Martigues           | France     |
| 2004-05             | LB Châteauroux         | France     |
| 2005-06             | LB Châteauroux         | France     |
| 2006-07             | LB Châteauroux         | France     |
| 2007-08             | Charlton Athletic      | Angleterre |
| 2008-09             | Charlton Athletic      | Angleterre |
| 2009-10             | Motherwell FC          | Écosse     |
| 2010-10             | Charlton Athletic      | Angleterre |
| 2011-13             | Hayes & Yeading United | Angleterre |
| 2013-14             | Portsmouth FC          | Angleterre |

## Palmarès

### En sélection nationale
Avec l'équipe de France -19 ans, il est champion d'Europe en 2005 grâce à une victoire trois buts à un sur l'Angleterre. Il remporte également le Tournoi de Toulon en 2007.